# Jane Hoffman
Jane Hoffman (* 24. Juli 1911 in Seattle, Washington; † 26. Juli 2004 in Woodland Hills, Kalifornien) war eine US-amerikanische Schauspielerin.

## Leben
Hoffman war 1948 bis 1950 in drei Folgen der Fernsehserie Actors Studio erstmals im Fernsehen zu sehen. 1957 folgte ihr Spielfilmdebüt in dem Film Giftiger Schnee. In der Fernsehserie The Edge of Night hatte sie 1980 eine wiederkehrende Rolle.
Sie war mit Richard McMurray, Billy Friedberg und James William McGlone Jr. verheiratet. Sie ist die Mutter des Schauspielers Sam McMurray.

## Filmografie
- 1948–1950: Actors Studio (Fernsehserie, 3 Folgen)
- 1950–1951: Starlight Theatre (Fernsehserie, 3 Folgen)
- 1950–1953: Inside Detective (Rocky King detective, Fernsehserie, 3 Folgen)
- 1951: Not for Publication (Fernsehserie, eine Folge)
- 1951: Love of Life (Fernsehserie)
- 1951: Hands of Murder (Fernsehserie, Folge 3x13)
- 1951: Wonderful Town, U.S.A. (Fernsehserie, Folge 1x27)
- 1952: One Woman's Experience (Fernsehserie, eine Folge)
- 1954: Goodyear Television Playhouse (Fernsehserie, Folge 3x13)
- 1955: Playwrights '56 (Fernsehserie, eine Folge)
- 1957: Giftiger Schnee (A Hatful of Rain)
- 1958: The Big Story (Fernsehserie, eine Folge)
- 1959: Armstrong Circle Theatre (Fernsehserie, Folge 9x15)
- 1961: Route 66 (Fernsehserie, Folge 2x10)
- 1962: Gnadenlose Stadt (Naked City, Fernsehserie, Folge 3x29)
- 1963: East Side/West Side (Fernsehserie, Folge 1x04)
- 1963: Ladybug Ladybug
- 1965: The Patty Duke Show (Fernsehserie, Folge 2x31)
- 1966: Hawk (Fernsehserie, Folge 1x04)
- 1970: Wo is’ Papa? (Where’s Poppa?)
- 1971: Der verkehrte Sherlock Holmes (They Might Be Giants)
- 1972: Sandkastenspiele (Up the Sandbox)
- 1974: Das Leben des F. Scott Fitzgerald (F. Scott Fitzgerald and ‘The Last of the Belles’, Fernsehfilm)
- 1975: Der Tag der Heuschrecke (The Day of the Locust)
- 1976: Popi (Fernsehserie, Folge 1x06)
- 1976: Everybody Rides the Carousel (Sprechrolle)
- 1976: Phyllis (Fernsehserie, Folge 2x07)
- 1976: Sybil (Miniserie, 2 Folgen)
- 1977: Hexensabbat (The Sentinel)
- 1977: Kojak – Einsatz in Manhattan (Kojak, Fernsehserie, Folge 4x16)
- 1977: Liebe, Lüge, Leidenschaft (One Life to Live, Fernsehserie, 2 Folgen)
- 1979: The Gift (Fernsehfilm)
- 1980: The Edge of Night (Fernsehserie, 16 Folgen)
- 1981: Tattoo – Jede große Liebe hinterläßt ihre Spuren (Tattoo)
- 1981: Senior Trip (Fernsehfilm)
- 1983: The Hamptons (Fernsehserie, Folge 1x01)
- 1985: Static
- 1986: We're Puttin' on the Ritz (Fernsehfilm)
- 1987: Das Wunder in der 8. Straße (Batteries Not Included)
- 1988, 1990: Die Tracey Ullman Show (The Tracey Ullman Show, Fernsehserie, 2 Folgen)
- 1990: Grand (Fernsehserie, Folge 1x07)
- 1991, 1994: Law & Order (Fernsehserie, 2 Folgen)
- 1993: Tracey Takes on New York (Fernsehfilm)
- 1997: Harry außer sich (Deconstructing Harry)
- 1997: In & Out